# Ute Otten
Ute Otten (* 14. Dezember 1935 in Berlin; † 22. August 2024 in Wuppertal) war eine deutsche Ärztin und Frauen- und Gesundheitsaktivistin.

## Leben und Wirken
Ute Otten wuchs in Erfurt auf. Sie floh 1954 aus der DDR nach West-Berlin, da sie in der DDR trotz sehr guter Abiturnoten nicht Medizin studieren durfte. Sie absolvierte am Kepler-Gymnasium Freiburg eine Zusatzprüfung zur Hochschulzulassung und begann an der Albert-Ludwigs-Universität Freiburg das Studium der Medizin, das sie 1960 mit Staatsexamen und Promotion abschloss.
Otten arbeitete als Medizinalassistentin in der Städtischen Krankenanstalt Barmen (heute: Helios Universitätsklinikum Wuppertal) und im Bethesda-Krankenhaus Wuppertal. 1962 erhielt sie die Approbation. Nach Tätigkeit in der Mütterberatung des Gesundheitsamtes Wuppertal arbeitete sie dort von 1969 bis 1982 als Schulärztin. Anschließend war sie Stadtärztin in Dortmund und übernahm 1986 die Leitung des Kinder- und Jugendärztlichen Dienstes Unna. Im Jahr 2000 ging sie in den Ruhestand.
Ute Otten engagierte sich neben ihrer beruflichen Tätigkeit in verschiedenen gesundheitspolitischen, sozialen und politischen Organisationen. Von 1986 bis 1992 war sie im Vorstand des Deutschen Frauenrats, seit 1981 im Vorstand des Deutschen Ärztinnenbundes, von 1993 bis 1997 als Präsidentin. 2021 wurde sie zur Ehrenpräsidentin ernannt. Nach der deutschen Wiedervereinigung machte sie sich um die Integration der Ärztinnen aus dem Beitrittsgebiet verdient. Außerdem unterstützte sie den Organisationsaufbau des Polnischen Ärztinnenbundes und die medizinische Versorgung von traumatisierten Frauen im Bosnienkrieg (unter anderem durch Monika Hauser und ihre Organisation medica mondiale). Otten war bis zu ihrem Tod stellvertretende Vorsitzende von Stolpersteine in Wuppertal e. V., bis 2019 war sie Vorsitzende des Vereins.
Ute Otten war ab 1960 mit dem Arzt Hinrich Otten verheiratet, mit dem sie drei Kinder hatte. Am 22. August 2024 starb sie im Alter von 88 Jahren in Wuppertal.

## Auszeichnungen (Auswahl)
- 1999: Bundesverdienstkreuz 1. Klasse
- 2011: „Mutige Löwin“ des Deutschen Ärztinnenbundes
- 2020: Paracelsus-Medaille der deutschen Ärzteschaft[4][5][6][7]